# Soós Pál
Soós Pál (Marosvásárhely, 1920. március 9. – Marosvásárhely, 1996. június 20.) erdélyi magyar kémiai szakíró, egyetemi oktató.

## Életútja, munkássága
Középiskoláit szülővárosában, a Református Kollégiumban végezte (1939). Egyetemi tanulmányait Kolozsváron, előbb az I. Ferdinand Egyetemen, majd a Ferenc József Tudományegyetemen folytatta, ahol 1944-ben elnyerte a kémiai tudományok doktora címet is. 1942–44 között gyakornok volt. Hazatérve Marosvásárhelyre 1944–48 között a Református Kollégiumban és a Mezőgazdasági Szakközépiskolában tanár, 1948–49-ben az  Marosvásárhelyi Orvosi és Gyógyszerészeti Egyetem biokémiai tanszékén tanársegéd. 1949–53 között a Közegészségügyi Intézet élelmiszerkutató laboratóriumának főnöke, 1953-tól nyugdíjazásáig (1985) az OGYI Gyógyszerészeti Karán adjunktus, előadótanár, majd professzor; 1967–72 között tanszékcsoport-vezető, végül az analitikai kémiai tanszék vezetője.
Tudományos tevékenysége új analitikai módszerek kidolgozására és kémiai anyagok hazai nyersanyagokból való előállítására, valamint erdélyi ásványvizek makro- és mikroelem-tartalmának meghatározására irányult. Eredményeit a Studii şi Cercetări de Chimie, Studii şi Cercetări de Igienă şi Sănătate Publică, Igiena, Farmacia, Orvosi Szemle, Gyógyszerészeti Értesítő c. folyóiratokban közölte. Dolgozatot írt Nyulas Ferenc ásványvizekkel kapcsolatos munkájáról (Orvosi Szemle, 1958) és Mátyus István balneológiai tevékenységéről (Orvostörténeti Közlemények, 1968). Ismeretterjesztő előadásokat tartott a helyi rádió magyar adásaiban, cikkeket közölt a Vörös Zászló című napilapban.

## Kötete
- Nyulas Ferenc (Spielmann Józseffel, Bukarest, 1955).

## Egyetemi jegyzetei
- Bevezetés a kémiai analízisbe. I. Minőségi analízis (Marosvásárhely, 1955); II. Mennyiségi analízis (Marosvásárhely, 1958);
- Îndreptar de lucrări practice de chimie analitică calitativă (Marosvásárhely, 1976);
- Minőségi analitikai kémia (Marosvásárhely, 1980; ua. románul is);
- Mennyiségi analitikai kémia (Marosvásárhely, 1981; ua. románul is).